# The Knife
The Knife var et svensk band der primært fokuserer på elektronisk musik og indie. Gruppen blev dannet tilbage i 1999 og bestod af søskendeparret Karin Dreijer Andersson og Olof Dreijer, som har deres eget pladeselskab, Rabid Records. 
Et af gruppens karakteristika er at de ikke vil samarbejde med medierne eller mainstream musikscenen, som altså vil sige at gruppen sjældent står offentligt frem. På de fleste af deres promofotos er medlemmerne maskeret og indtil for nylig har gruppen helt nægtet at optræde live.
The Knife vandt en Grammy award som bedste popgruppe år 2003, men de boykottede ceremonien ved at sende to repræsentanter fra en anden gruppe. De var klædt ud som gorillaer, og nummeret »50« skrevet på deres kostumer. De gjorde dette som en protest mod den mandlige dominans der er i musikindustrien. Albummet Deep Cuts blev også nomineret til en Grammy som det bedste album i 2003, men titlen gik dog til The Cardigans.
Gruppen blev igen sat i fokus i slutningen af 2005, da José González lavede en cover version af Heartbeats på sit 2003 album, Veneer. Sangen blev også brugt af Sony i deres Color Like No Other BRAVIA reklame. I 2006 blev den også udgivet som single.
I 2013 udgav gruppen deres længeventede album Shaking the habitual, der i følge bandet selv, bliver deres sidste.

## Diskografi

### Albums
- The Knife (2001)
- Deep Cuts (2003)
- Silent Shout (2006)
- Tomorrow, In a Year (2010)
- Shaking the habitual (2013)

### Singles
- Afraid of You (2000)
- N.Y. Hotel (2001)
- Got 2 Let U (2002)
- Nedsvärtning (2002)
- Heartbeats (2002)
- You Take My Breath Away (2003)
- Pass This On (2003)
- Handy-Man (2003)
- Silent Shout (2006)
- Marble House (2006)
- We Share Our Mothers’ Health (2006)
- Like A Pen (2006)

### Soundtracks
- Hannah med H Soundtrack (2003)

### Andet
Karin Dreijer optræder som gæste vokal på:
- What Else Is There? — Röyksopp (2005)

The Knife producerede:
- Who’s That Girl? — Robyn (2005)